# أرباب كندي
أرباب‌ كندي هي قرية في مقاطعة مشكين شهر، إيران. يقدر عدد سكانها بـ 595 نسمة بحسب إحصاء 2016.